# Walter von Lingelsheim
Walter Ernst von Lingelsheim (* 31. Dezember 1901 in Freiberg; † 16. April 1962 in Ratzeburg) war ein deutscher Politiker (NSDAP) und Landrat.

## Leben
Walter von Lingelsheim wurde als Sohn eines Gutsbesitzers geboren. Nach dem Besuch der Volksschule, begleitend dazu wurde er von Hauslehrern unterrichtet, absolvierte er eine landwirtschaftliche Lehre auf dem elterlichen Gut in der Pfalz. Anschließend war er Landwirt in Feldberg. Im Dezember 1921 trat er in die NSDAP ein und später wieder aus. Von Februar 1924 bis 1925 war er in der DVFB und im Frontbann. Zum 16. Dezember 1925 trat er wieder in die NSDAP ein (Mitgliedsnummer 25.804) und war Mitbegründer der Ortsgruppe Lübeck der Partei. Er war anfangs SA-Mann und wurde später SS-Mann. 1928 wurde er Parteiredner der NSDAP und Kreisleiter der NSDAP in Mecklenburg-Strelitz. 
1932/33 gehörte von Lingelsheim dem Landtag von Mecklenburg-Strelitz an. Am 13. März 1932 übernahm er dort den Vorsitz über die Landtagsfraktion der NSDAP. Bei der Reichstagswahl im Juli desselben Jahres wurde Lingelsheim als Kandidat der NSDAP für den Wahlkreis 35 (Mecklenburg) in den Reichstag gewählt, dem er bis zum November desselben Jahres angehörte. Ab Oktober 1932 wurde er auch Gauinspekteur der NSDAP im Gau Mecklenburg-Lübeck und Leiter der Hauptabteilung II der Gauleitung Mecklenburg-Lübeck.
Vom 1. Juni 1933 bis Kriegsende war er Landrat in Schönberg.
Nach dem Austritt der Führungspersonen der Deutschen Glaubensbewegung 1936 stieg der Einfluss der SS auf den Zusammenschluss. Ein geeigneter neuer Führer konnte erst nicht gefunden werden. Schließlich wurde im Oktober 1936 von Lingelsheim neuer „Führer“ der Deutschen Glaubensbewegung, aber bereits im Februar 1937 wieder abgelöst.
Nach dem Krieg wurde er Mitglied der FDP und trat für diese im Bundestagswahlkreis Herzogtum Lauenburg (Wahlkreis 14) erfolglos zur Bundestagswahl 1953 an.